# Harrèra
Harrèra (en francès Ferrère) és un municipi francès del department dels Alts Pirineus, a la regió d'Occitània.

## Fills il·lustres
- Cécile Ousset (1936), pianista.

## Demografia
| 1962                                       | 1968 | 1975 | 1982 | 1990 | 1999 | 2007 |
| ------------------------------------------ | ---- | ---- | ---- | ---- | ---- | ---- |
| 97                                         | 100  | 64   | 57   | 50   | 55   | 51   |
| Des de 1962: població sense dobles comptes |      |      |      |      |      |      |

## Administració
| Període | Identitat         | Partit |
| ------- | ----------------- | ------ |
| 2001-   | Jean-Louis Ousset |        |